# Xysticus apalacheus
Xysticus apalacheus là một loài nhện trong họ Thomisidae.
Loài này thuộc chi Xysticus. Xysticus apalacheus được Willis J. Gertsch miêu tả năm 1953.